# I Promise You
「I Promise You」（アイ プロミス ユー）は、DEEPの12枚目のシングル。2013年11月27日にrhythm zoneから発売された。

## 概要
- 前作の｢星影」から約4か月後のシングルである。
- 「CD+DVD」「CDのみ」の2形態で発売。
- 表題曲「I Promise You」は、DEEPと同じLDH所属のMATSU（EXILE）こと松本利夫主演の映画『晴れのち晴れ、ときどき晴れ』の主題歌。MVには、同映画でヒロインを務める宮﨑香蓮が出演している。

## 収録曲
CD
1. I Promise You [4:29]
（作詞：Rena、作曲：Erik Lidbom・DAICHI、編曲：Erik Lidbom）
  - 映画『晴れのち晴れ、ときどき晴れ』主題歌
2. 好きだから〜Trust in my heart〜 [5:45]
（作詞・作曲・編曲：小田桐ゆうき）
3. 君じゃない誰かなんて〜Tejina〜（Acoustic version） [5:53]
（作詞・作曲：マシコタツロウ）
4. I Promise You（Instrumental）
5. 好きだから〜Trust in my heart〜（Instrumental）

DVD
1. I Promise You（Video Clip）
2. I Promise You（Making）